# ミナルディ・M192
ミナルディ・M192（Minardi M192）は、ミナルディが1992年のF1世界選手権参戦用に開発したフォーミュラ1カー。チーフデザイナーのアルド・コスタと、空力専門家のルネ・ヒルホルストの共作。決勝最高成績は6位。

## 概要

### 開発と経緯
1992年、前年限りでミナルディへのフェラーリV12エンジン供給は終了となり、チームはフォードV8とランボルギーニV12の中からランボルギーニを選択した。前年からのF1界でのトレンドに合わせノーズ先端をやや持ち上げてリフトノーズ化し、ジョーダン・191風のトーショナルウィングを装着したスタイリングが特徴である。
シーズン序盤はM191Bで参戦し、4月22日-24日に行われたイモラ合同テストでM192がシェイクダウンされた。コスタは「このマシンは空力性能を大幅に向上させるため、360時間にわたる風洞実験を行った。モノコックのカーボンファイバー素材の検討に時間をかけた結果、現行レギュレーションぎりぎりの軽量マシンに仕上げることが出来た。」と自信を語った。
搭載するランボルギーニV12エンジンは、第2戦ブラジルGPから従来型よりも小型化と軽量化が施された「1992/A」バージョンが投入され、M192全体の軽量化にも一役買った。
サスペンションは、テクニカルスポンサーのトキメックと共同でアクティブサスペンションの開発を開始し、開発の進展次第で実戦投入にも対応できるようM192は設計された。

### 1992年シーズン
M192のデビュー戦は第5戦サンマリノGPとなった。ジャンニ・モルビデリとF1ルーキーのクリスチャン・フィッティパルディがドライブしたが、両名ともリタイアした。モルビデリは多くのレースで完走したが最高位は第8戦フランスGPで記録した8位で、ポイントを獲得することはできなかった。フィッティパルディは3度の予選落ちも経験したが、第15戦日本GPで決勝6位に入り1ポイントを獲得した。
第8戦フランスGP予選中にフィッティパルディが首を痛めたため負傷欠場し、第9戦から第11戦の3レースではアレッサンドロ・ザナルディが代役として出場したが、予選落ち2度にリタイア1度といずれも完走することはできなかった。中でも第11戦ハンガリーGPではチーム全体が苦戦しており、モルビデリとザナルディ2台揃っての予選落ちであった。
ミナルディはフィッティパルディが獲得した1ポイントにより、コンストラクターズランキング11位でシーズンを終えた。

## F1における全成績
(key) （太字はポールポジション）
| シャシー | エンジン                    | タイヤ | No | ドライバー                       | 1   | 2   | 3   | 4   | 5   | 6   | 7   | 8   | 9   | 10  | 11  | 12  | 13  | 14  | 15  | 16  | ポイント | 順位 |
| -------- | --------------------------- | ------ | -- | -------------------------------- | --- | --- | --- | --- | --- | --- | --- | --- | --- | --- | --- | --- | --- | --- | --- | --- | -------- | ---- |
| 1992年   | ランボルギーニ 3512 3.5 V12 | G      |    |                                  | RSA | MEX | BRA | ESP | SMR | MON | CAN | FRA | GBR | GER | HUN | BEL | ITA | POR | JPN | AUS | 1        | 11位 |
| 1992年   | ランボルギーニ 3512 3.5 V12 | G      | 23 | クリスチャン・フィッティパルディ |     |     |     |     | Ret | 8   | 13  | DNQ |     |     |     | DNQ | DNQ | 12  | 6   | 9   | 1        | 11位 |
| 1992年   | ランボルギーニ 3512 3.5 V12 | G      | 24 | ジャンニ・モルビデリ             |     |     |     |     | Ret | Ret | 11  | 8   | 17  | 12  | DNQ | 16  | Ret | 14  | 14  | 10  | 1        | 11位 |
| 1992年   | ランボルギーニ 3512 3.5 V12 | G      | 23 | アレッサンドロ・ザナルディ       |     |     |     |     |     |     |     |     | DNQ | Ret | DNQ |     |     |     |     |     | 1        | 11位 |

## デモラン
2012年3月に行われた鈴鹿サーキット開業50周年感謝イベントでは、ミナルディに在籍したことのある中野信治がM192をドライブして、鈴鹿サーキット東コースでデモンストレーション走行を行った。

## 参照
1. 1 2 3 4 5  ミナルディM192、スペインGPでデビュー Racing On No.121 35頁 1992年6月15日発行
2. ↑  Hungarian Grand Prix - OVERALL QUALIFYING Formula1.com 1992年8月16日
3. ↑  "アレジがF1マシンで走った「鈴鹿サーキット50周年ファン感謝デー」 ". Car Watch.（2012年3月6日）2013年5月12日閲覧。